# Val-d’Izé
Val-d’Izé település Franciaországban, Ille-et-Vilaine megyében. Lakosainak száma 2601 fő (2022. január 1.). Val-d’Izé Livré-sur-Changeon, La Bouëxière, Champeaux, Dourdain, Landavran, Marpiré, Mecé, Saint-Christophe-des-Bois és Taillis községekkel határos.

## Népesség
A település népessége az elmúlt években az alábbi módon változott:
| Lakosok száma | 1631 | 1740 | 1811 | 2287 | 2547 | 2588 | 2590 | 2580 | 2576 | 2601 |
|               | 1968 | 1982 | 1990 | 2006 | 2013 | 2015 | 2017 | 2019 | 2020 | 2022 |